# Kaarlo Mäkinen
Kaarlo Edvin Mäkinen (ur. 14 maja 1892 w Maarianhaminie, zm. 11 maja 1980 w Turku) – fiński zapaśnik. Dwukrotny medalista olimpijski.
Walczył w obu stylach, jednak medale olimpijskie zdobywał w wolnym. Pierwszy – srebrny – zdobył na olimpiadzie w Paryżu w 1924. Cztery lata później wywalczył złoty krążek olimpijski. Dwa razy stawał na podium mistrzostw świata w zapasach (walcząc w stylu klasycznym). Czterokrotnie był mistrzem Finlandii, po dwa razy zwyciężył w każdym ze stylów.

## Starty olimpijskie
Antwerpia 1920
- styl wolny do 60 kg – 9. miejsce

Paryż 1924
- styl wolny do 56 kg – srebro

Amsterdam 1928
- styl wolny do 56 kg – złoto